# Гресь Віктор Степанович
Віктор Степанович Гресь (нар. 29 червня 1939, Красний Луч) — радянський і український режисер, сценарист, актор. Заслужений діяч мистецтв УРСР (1982). Народний артист України (2000).

## Біографія
Народився в містечку Красний Луч Луганської області. Працював актором театру ляльок в м. Махачкала.
З 1966 р. — режисер Київської кіностудії ім. О. Довженка. В 1967 р. закінчив режисерський факультет ВДІКу (майстерня Ю. Дзигана).
З 1979 р. — викладач на кафедрі кіно та телебачення в Київському інституті театрального мистецтва ім. Карпенка-Карого.
З 1993 р. — художній керівник експериментального об'єднання «Дебют» кіностудії ім. О. Довженка.
У 1997–1998 рр. — співпрезидент МКФ дитячих фільмів в міжнародному дитячому таборі «Артек».
У вересні 2006 Віктор Гресь здобув перемогу у відкритому конкурсі на найкращий кіносценарій художнього повнометражного фільму за сценарій екранізації повісті М. В. Гоголя «Тарас Бульба». Сценарій «Тарас Бульба та його сини» визнано переможцем конкурсу і рекомендовано для включення до Програми виробництва та розповсюдження фільмів за державним замовленням на 2006—2007 рр.

### Сім'я
- Син: Гресь-Арсеньєв Марко Вікторович (*1968) — український художник-графік, тележурналіст, сценарист.
- Дочка: Гресь Ганна Вікторівна (*1969) — український тележурналіст, режисер.

## Фільмографія
- 1967 — «Хто помре сьогодні?» (режисер, сценарист у співавт. з В. Мережком)
- 1969 — «Сліпий дощ» (телевізійний) (режисер, сценарист у співавт. з В. Мережком)
- 1970 — «Блакитне і зелене» (режисер, сценарист у співавт. з Ю. Казаковим)
- 1980 — «Чорна курка, або Підземні жителі»
- 1988 — «Нові пригоди янки при дворі короля Артура» (режисер, сценарист у співавт. з М. Рощиним)
- 2003 — «Історія весняного призову» (актор)

- Автор кіносценаріїв: «Кармелюк» (1989), «Чотири шаблі» (1990, обидва у співавторстві), «Тарас Бульба» (1991—1995), «Судний день» (1996).

## Нагороди
- 1981 — Перший приз творчому колективу за фільм «Чорна курка, або Підземні жителі» на ВКФ
- 1981 — Золота нагорода в конкурсі дитячих фільмів за фільм «Чорна курка, або Підземні жителі» на МКФ в Москві
- 1981 — Спеціальний приз за фільм «Чорна курка, або Підземні жителі» на МКФ дитячих фільмів в Джифоні
- 1981 — Спеціальний приз за фільм «Чорна курка, або Підземні жителі» на МКФ дитячих фільмів в Мінську
- 1982 — Диплом на МКФ в Турі за фільм «Чорна курка, або Підземні жителі»
- 1983 — Спеціальний приз за фільм «Чорна курка, або Підземні жителі» на МКФ дитячих фільмів в Пуатьє
- 1990 — Приз за фільм «Нові пригоди янки при дворі короля Артура» на Міжнародному форумі-фестивалі католицьких фільмів «Релігія та духовність» в Західному Берліні
- 2007 — Диплом «За найкращий дебют минулих років» за фільм «Хто помре сьогодні?» на 6-му Київському Міжнародному фестивалі документальних фільмів «Кінолітопис-2007».